# 国立音楽大学附属幼稚園
国立音楽大学附属幼稚園（くにたちおんがくだいがくふぞくようちえん）は、東京都国立市中1丁目にある私立幼稚園。国立音楽大学の附属学校である。

## 概要
- 運営法人　学校法人国立音楽大学
- 園長　松沢 孝博

## 沿革
- 1950年 - 国立幼稚園として開設
- 1975年 - 国立幼稚園から国立音楽大学附属幼稚園に改称
- 1983年 - 新園舎竣工

## 交通
- JR中央線国立駅南口下車徒歩3分

## 著名な出身者
- 大沢友里江　-　女優・タレント